# Abtei Corbie

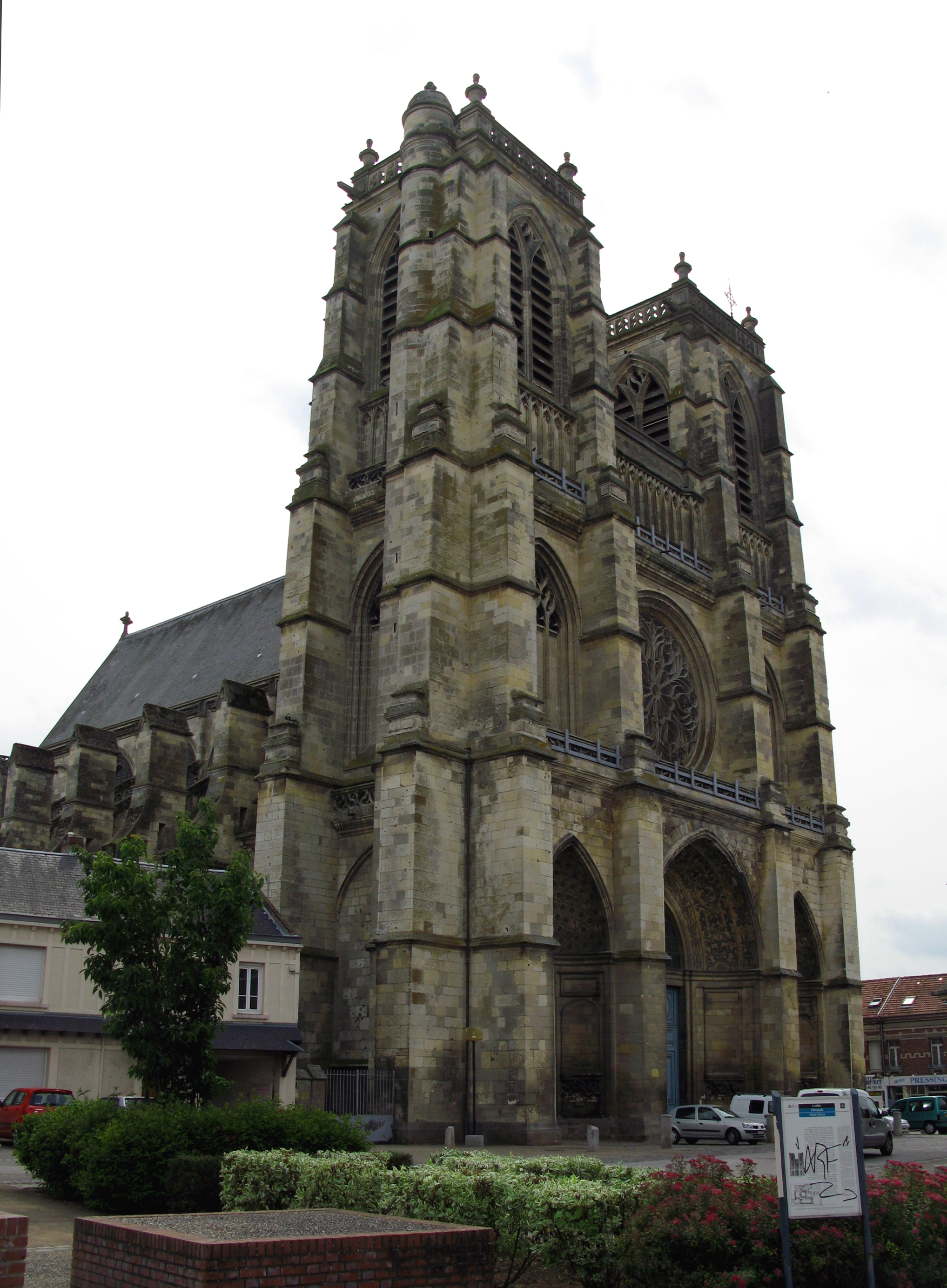
Kirche der Abtei Corbie

Die Abtei Corbie (Patrone: St. Peter und Paul und St. Stephanus) ist ein ehemaliges bedeutendes Benediktinerkloster in der gleichnamigen französischen Kleinstadt Corbie im Tal der Somme im Bistum Amiens.

## Geschichte
Das Kloster Corbie wurde zwischen 657 und 661 von der merowingischen Königin Balthild gegründet und mit knapp 22.000 Hektar Land und großen Rechten reich ausgestattet. Die ersten Mönche kamen unter Führung des Abtes Theofried aus dem Kloster Luxeuil.
In der Karolingerzeit war Corbie ein wichtiges Königskloster mit kultureller und politischer Ausstrahlung sowie größerem Engagement in der nordischen Mission. Besonders die Bibliothek des Klosters und sein Skriptorium (Schreibstube) hatten große kulturelle Bedeutung. Um 765 kam es im Skriptorium von Corbie zu einem folgenreichen Schriftwechsel: Die Halbunziale des Leutchar-Typs wurde von der karolingischen Minuskel abgelöst. Wegen ihrer klaren Form fand die karolingische Minuskel am Königshof Gefallen und verbreitete sich von Corbie aus bald über das gesamte Frankenreich. Nach dem Nachfolger Leutchars, dem Abt Maurdramnus, heißt eine frühe ausgereifte Form der karolingischen Minuskel Maurdramnus-Minuskel.
Maurdramnus’ Nachfolger, die Äbte Adalhard (Abt von Corbie 780–826) und dessen Halbbruder Wala (Abt von Corbie 826–836) spielten eine wichtige politische Rolle. 815 gründeten sie von Corbie aus Hethis und später 822 das Kloster Corvey an der Weser, das ursprünglich „Corbeia nova“, Neu-Corbie, genannt wurde.
Ein weiterer Abt von Corbie, Paschasius Radbertus (Abt 843/44–851), war ein bedeutender Theologe seiner Zeit. Nach neuesten Forschungsergebnissen des Mediävisten Klaus Zechiel-Eckes war Paschasius Radbertus außerdem Verfasser der pseudoisidorischen Dekretalen, einer Fälschung, die der Historiker Johannes Haller als den „größten Betrug der Weltgeschichte“ bezeichnet hat. Ursprünglicher Zweck der pseudoisidorischen Dekretalen war es, die Bischöfe vor dem Zugriff der Erzbischöfe (Metropoliten) und weltlicher Potentaten zu schützen; aufgrund ihrer Bestimmungen über die Unabhängigkeit des Papsttums wurden im späteren Mittelalter jedoch die Päpste die Hauptnutznießer dieser Fälschung.
881 wurde die Abtei Corbie von den Wikingern zerstört, aber wieder aufgebaut; sie erfreute sich weiter königlicher Privilegierung, erreichte jedoch nicht mehr eine so große politische und kulturelle Bedeutung wie in der ersten Hälfte des 9. Jahrhunderts. 1130 übernahm Corbie die Consetudines von Cluny. 1137 zerstörte ein Brand Teile des Klosters. 1170/71 bestätigte Papst Alexander III. die Exemtion der Abtei. Seit 1186 führte der Abt von Corbie auch den Grafentitel und wurde 1330 zugleich Herr der Stadt Corbie. Im Hundertjährigen Krieg wurde das Kloster mehrfach geplündert, die Regierung der Abtei übernahmen von 1550 bis 1618 Kommendataräbte, zumeist Kardinäle. Im Jahr 1618 trat die Abtei schließlich der Mauriner Kongregation bei. In der Säkularisation 1792 wurde die Benediktinerabtei aufgehoben und die wertvolle Schriftensammlung der Bibliothek zerstreut.

## Klosterkirche St. Pierre
Die ehemalige Abteikirche des Klosters Corbie ist im gotischen Stil errichtet und wurde 1919 als Monument historique klassifiziert. Heute bietet sie nur noch ein schwaches Abbild dessen, was sie zu ihrer Hochzeit darstellte.
Der heutige Bau ist die dritte Kirche, die an dieser Stelle errichtet wurde, und ist den Aposteln Petrus und Paulus geweiht. Der Bau wurde nach dem Abriss eines romanischen Vorgängerbaus 1501 unter dem 61. Fürst-Abt von Corbie, Guillaume III. de Caurel (1506–1522), begonnen. Nach seiner vielfach verzögerten Fertigstellung 1775 erstreckte sich das Hauptschiff auf einer Länge von 117 m. Die Querschiffe waren zusammen 50 m lang. Der Vierungsturm erreichte 90 m Höhe.
Schon 1792 wurde die Abteikirche im Zuge der Französischen Revolution verkauft, in der Folge dem Verfall überlassen und als Steinbruch genutzt. 1816 entschloss man sich, sie entgegen einem früheren Plan nicht vollständig abzureißen, sondern zu verkleinern. Seines Chores und der Querschiffe beraubt, hat das Schiff heute nur noch eine Länge von 37 m. Von der einstigen Größe zeugen noch das Gewölbe in 25 m Höhe sowie die beiden monumentalen 55 m hohen Westtürme.
Heute dient die ehemalige Abteikirche der katholischen Gemeinde Sainte-Colette-des-Trois-Vallées als Gotteshaus.

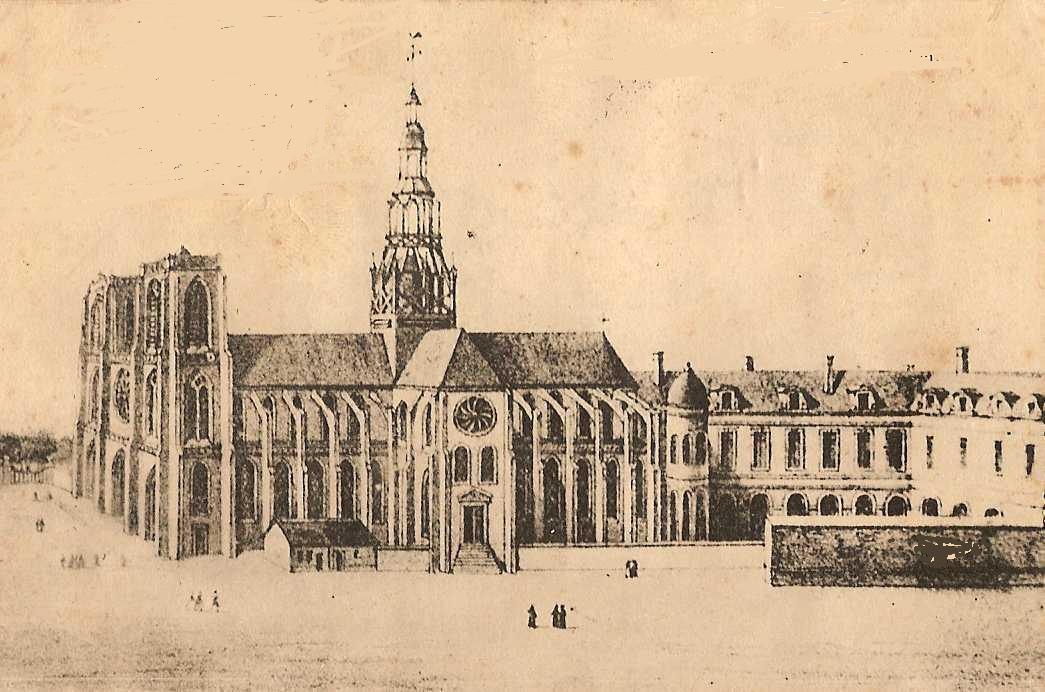
Die Abtei Corbie vor 1810
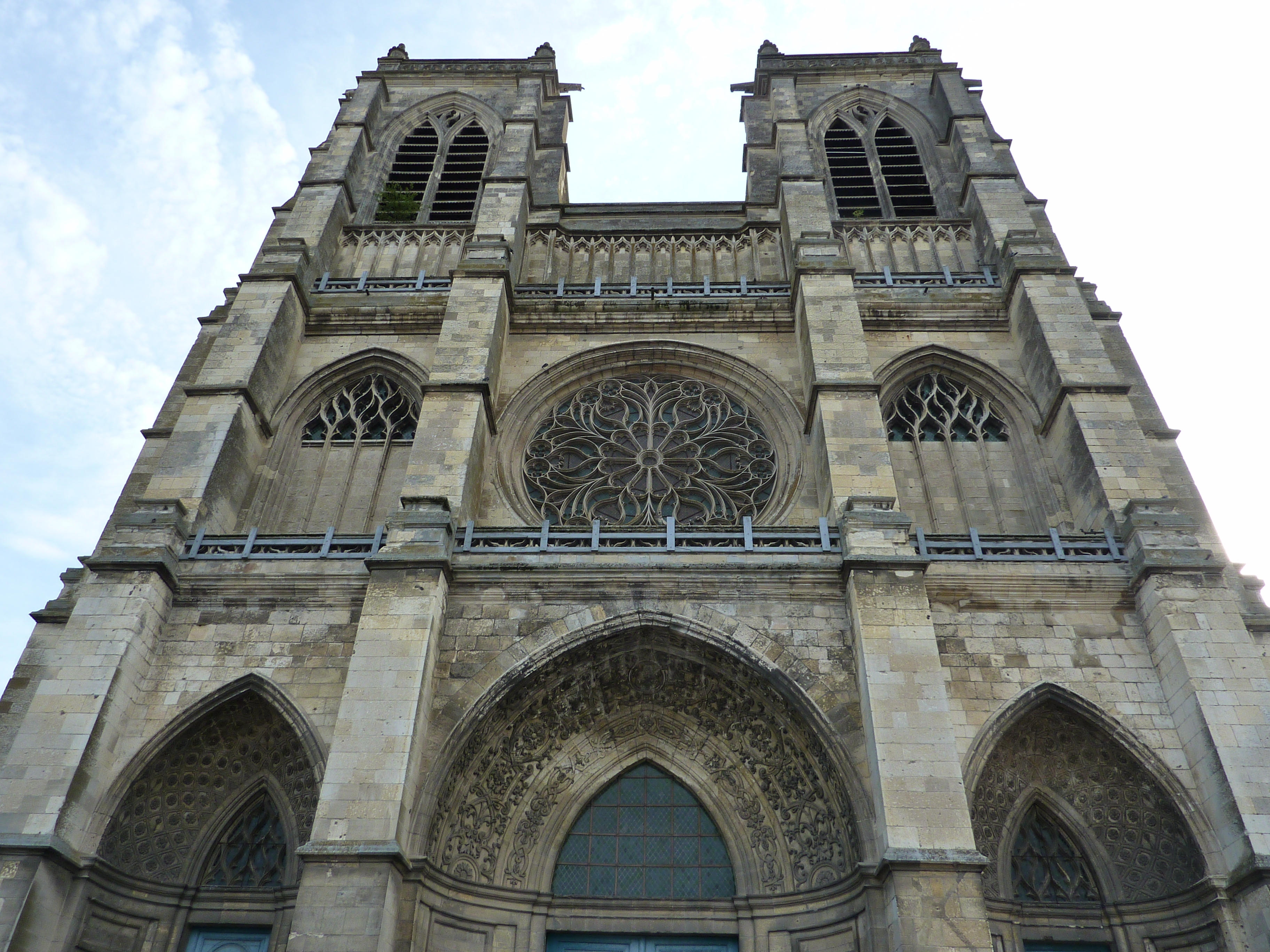
Westfassade
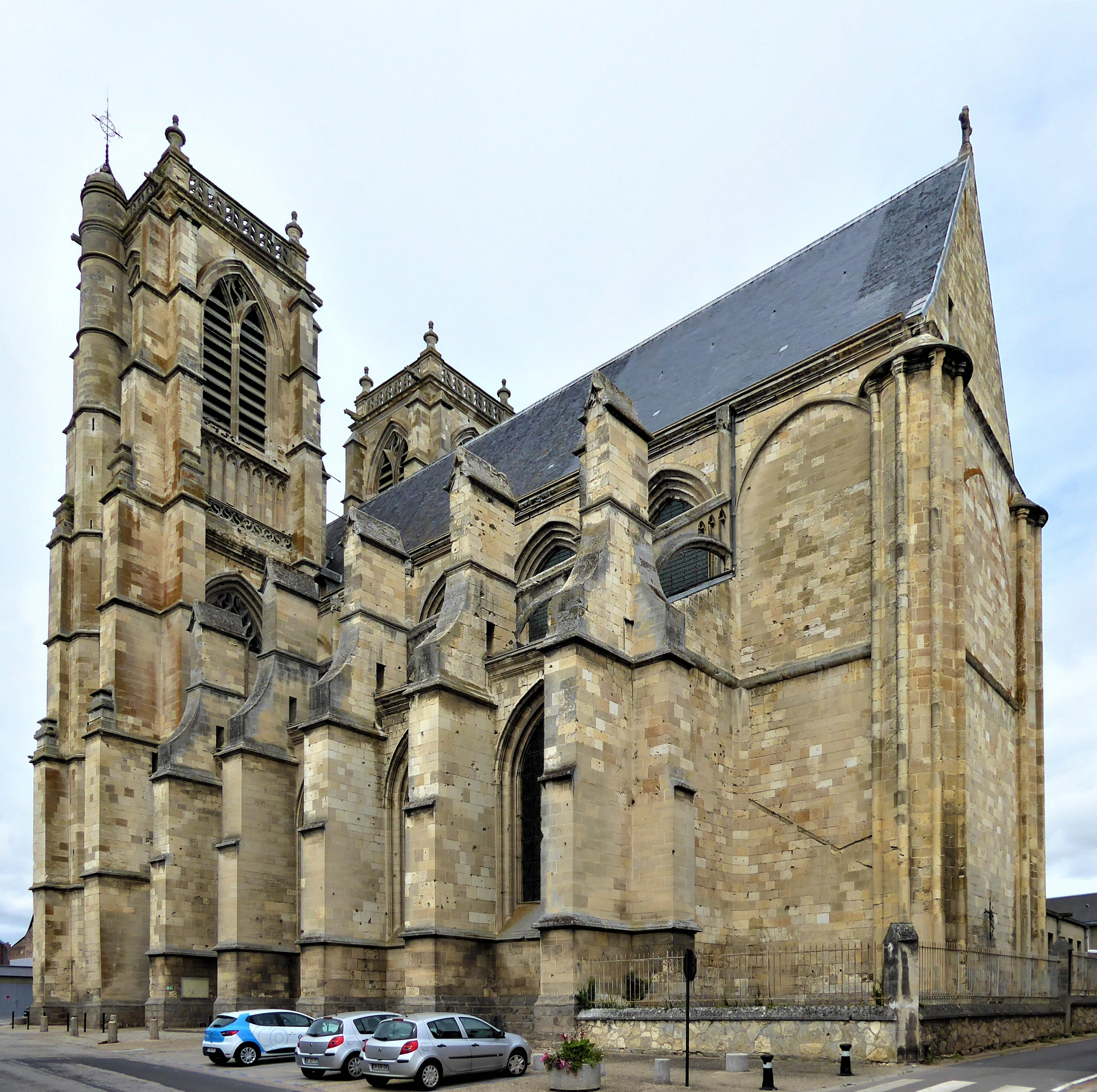
Die Abteikirche von Südosten
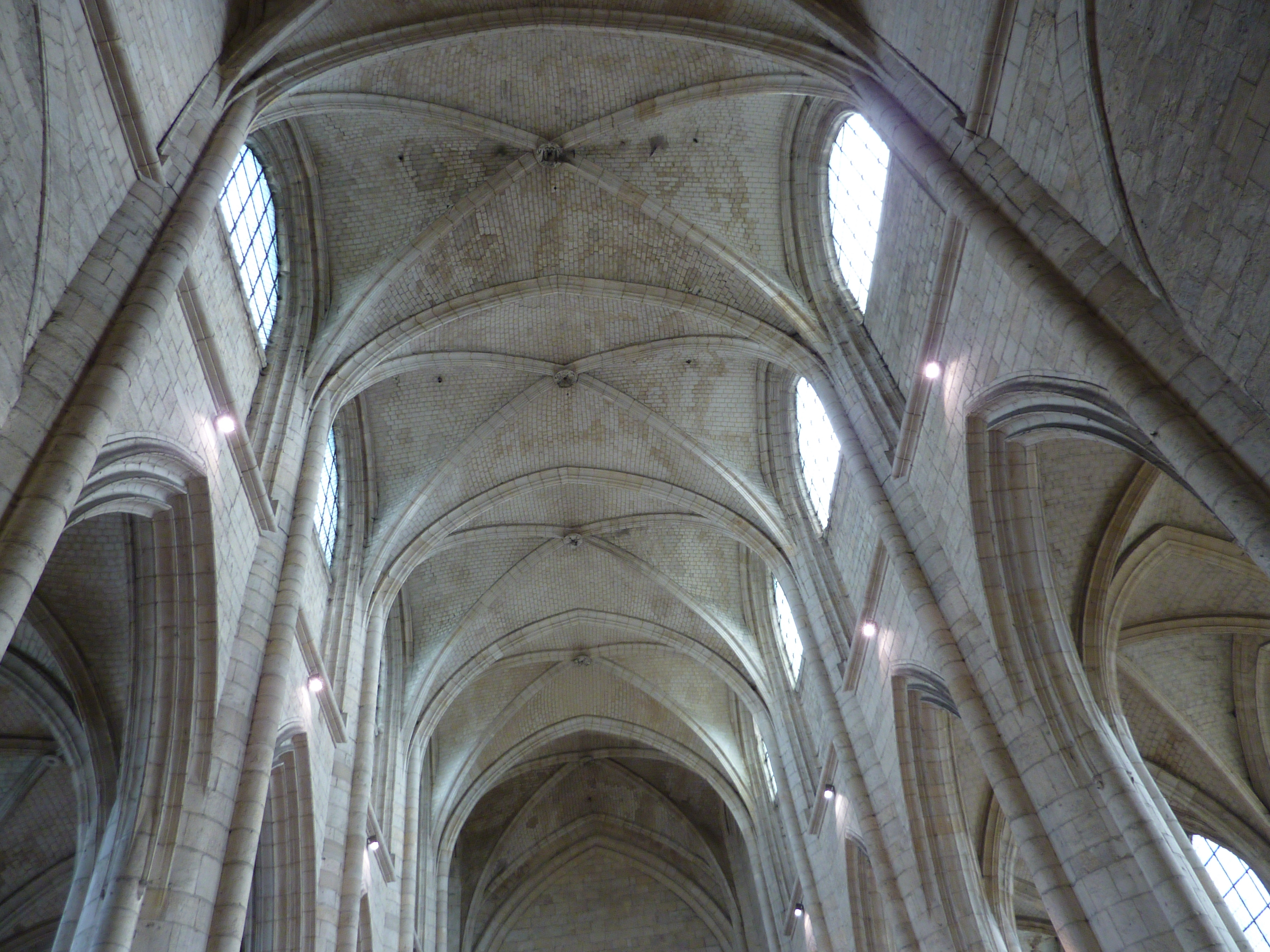
Das Gewölbe des Hauptschiffs

## Äbte von Corbie
- Liste der Äbte von Corbie